# Sídí Bú Zíd
Sídí Bú Zíd (arabsky سيدي بوزيد) je město v centrálním Tunisku. V roce 2011 se město stalo centrem protestů, které přerostly v tuniskou revoluci a arabské jaro, když se zde upálil zelinář Muhammad Buazízí na protest proti špatným životním podmínkám.